# Sidney Rigdon
Sidney Rigdon  (Condado de Allegheny, 19 de fevereiro de 1793 – Friendship, 14 de julho de 1876) foi um líder durante os primeiros anos do Movimento dos Santos dos Últimos Dias. Rigdon foi um dos primeiros conversos e serviu durante algum tempo como primeiro 
conselheiro de Joseph Smith na Primeira Presidência da Igreja. Com a morte de Smith, Rigdon sustena que seria ele o próximo presidente da Igreja, mas o Quórum dos Doze Apóstolos decide por Brigham Young e declara Rigdon apóstata e, portanto, o excomunga em 1844. 
Rigdon então funda seu próprio movimento, que viria a ser denominado "rigdonita".